# Californication (àlbum)
 Californication és el setè àlbum d'estudi de la banda nord-americà de rock alternatiu Red Hot Chili Peppers, llançat el 8 de juny de 1999 per Warner Bros Records. Produït per Rick Rubin, Californication va marcar el retorn de John Frusciante, que havia aparegut prèviament en Mother's Milk i Blood Sugar Sex Magik, com el guitarrista de la banda, en reemplaçament de Dave Navarro. Amb el retorn de Frusciante la banda va canviar el seu estil, resultant enregistraments radicalment diferents a les produïdes amb Navarro. L'àlbum va incorporar diverses insinuacions sexuals comunament associades a la banda, però també va introduir temes sobre luxúria, mort, contemplacions de suïcidi i drogues.
El 2007, la National Association of Recording Merchandisers i el Saló de la Fama del Rock el van col·locar en el lloc número # 88 en la seva llista de «Els 200 àlbums definitius que tot amant de la música hauria de tenir».
Californication conté diversos èxits de la banda, entre els quals s'inclouen «Around the World», «Otherside», «Californication» i «Scar Tissue», guanyadora d'un premi Grammy. Californication va aconseguir el 3r lloc en el Billboard 200 nord-americà. Encara és l'àlbum més comercial dels Chili Peppers, amb més de quinze milions de còpies venudes al voltant del món; una revitalització comercial a comparació al seu àlbum anterior, One Hot Minute. L'enregistrament va marcar un canvi en l'estil de la banda. Greg Tate de la Rolling Stone en va dir que «mentre que tots els projectes previs dels Chili Peppers van ser altament animats, Californication s'atreveix a ser espiritual i epifànic».

## Llista de pistes
Totes les cançons foren escrites i compostes per Red Hot Chili Peppers. 
| Núm. | Títol               | Durada |
| ---- | ------------------- | ------ |
| 1.   | «Around the World»  | 3:58   |
| 2.   | «Parallel Universe» | 4:30   |
| 3.   | «Scar Tissue»       | 3:35   |
| 4.   | «Otherside»         | 4:15   |
| 5.   | «Get on Top»        | 3:18   |
| 6.   | «Californication»   | 5:21   |
| 7.   | «Easily»            | 3:51   |
| 8.   | «Porcelain»         | 2:43   |
| 9.   | «Emit Remmus»       | 4:00   |
| 10.  | «I Like Dirt»       | 2:37   |
| 11.  | «This Velvet Glove» | 3:45   |
| 12.  | «Savior»            | 4:52   |
| 13.  | «Purple Stain»      | 4:13   |
| 14.  | «Right on Time»     | 1:52   |
| 15.  | «Road Trippin'»     | 3:25   |

| 16. | «Gong Li» | 3:43 |

| 16. | «Fat Dance»      | 3:40 |
| 17. | «Over Funk»      | 2:58 |
| 18. | «Quixoticelixer» | 4:48 |

| 1. | «Gong Li»         | 3:43 |
| 2. | «How Strong»      | 4:42 |
| 3. | «Instrumental #2» | 2:43 |

## Personal
Red Hot Chili Peppers
- Anthony Kiedis – primera veu
- Flea – baix, segones veus
- John Frusciante – primera guitarra, segones veus, teclats
- Chad Smith – bateria

Músics addicionals
- Greg Kurstin – teclats
- Patrick Warren – orgue Chamberlin a «Road Trippin'»

Personal d'enregistrament
- Lindsay Chase – coordinador de producció
- Mike Nicholson i Greg Collins – enginyeria addicional
- Greg Fidelman – enginyeria addicional
- Jennifer Hilliard – enginyer assistent
- Chris Holmes – enginyer de mescles
- Ok Hee Kim – enginyer assistent
- Vlado Meller – masterització
- Rick Rubin – producció
- David Schiffman – enginyeria addicional
- Jim Scott – enginyeria, mescles
- John Sorenson – enginyeria addicional

Personal addicional
- Lawrence Azerrad – direcció artística
- Sonya Koskoff – fotografia
- Red Hot Chili Peppers – direcció artística
- Tony Wooliscroft – fotografia